# Hospodárske noviny
Hospodárske noviny – słowacki opiniotwórczy dziennik z dużym udziałem tematyki ekonomicznej. Jest słowackim odpowiednikiem czeskiego dziennika „Hospodářské noviny”. Wydawany jest przez spółkę Ecopress a.s., założoną przez wydającą „Hospodářské noviny” spółkę Economia a.s.